# Zeche Dickebaeckerbank
Die Zeche Dickebaeckerbank ist ein ehemaliges Steinkohlenbergwerk im Bochumer Stadtteil Linden. Das Bergwerk war auch unter den Namen Zeche Dickebeckerbank, Zeche Dicke Bäcker Bank, Zeche Dick-Bäckerbank, Zeche Bäckerbank und Zeche Dicke Baaker Bank bekannt. Das Stollenmundloch dieses Bergwerks befand sich östlich der heutigen Baaker Straße.

## Geschichte

### Die Anfänge
Am 23. März 1677 erfolgte die Belehnung von 2 Längenfeldern die als Hauptbank und Nebenbank bezeichnet wurden. Die Belehnung der Felder erhielt der Landwirt Heinrich Köllermann. Diese Verleihung ist das älteste dokumentierte Abbaurecht im Bochumer Raum. Nach der Belehnung ging das Bergwerk zunächst in Betrieb. Im Jahr 1700 wurde ein Antrag auf Fristung gestellt. 1739 erfolgte die Vermessung eines bereits auf 230 Meter streichender Länge abgebauten Flözes. Durch diese Vermessung wurde das Bergwerkseigentum bergamtlich bestätigt. Repräsentant der Gewerkschaft war zu diesem Zeitpunkt Jürgen Heinrich Overbaak. Danach war das Bergwerk längere Zeit außer Betrieb.

### Der weitere Betrieb
Um das Jahr 1750 erfolgte der Betrieb von zwei Stollen im Rauendahler Siepen über einen Förderschacht. Im Jahr 1756 erfolgte der Betrieb in der Berechtsame Bäcker Banck. Danach wurde das Bergwerk mehrere Jahre in Fristen gesetzt. Im Jahr 1764 erfolgte die erneute Inbetriebnahme. Da der alte Stollen verschlammt war, wurde 180 Meter weiter westlich ein neuer Stollen angesetzt. Dieser Stollen wurde außerdem 12,5 Meter tiefer angesetzt. Die Belehnung des Stollens erfolgte 1767, ab 1769 war der Stollen mehrere Jahre in Betrieb. Die genauen Besitzverhältnisse der Gewerkschaft stammen aus dem Jahr 1771. An der Gewerkschaft Dickebaeckerbank waren zu gleichen Teilen beteiligt: Dorothea Margaretha Hintzmann (geb. Brasse), Heinrich Jürgen Obernbaak, Johann Heinrich Maerck, Heinrich Hermann Sintermann und der Bergmann Müller. Ab dem Jahr 1772 erfolgte die Kohlenlieferung über die Ruhr zur Stadt Kleve. Am 25. August 1774 erneute Vermessung. Die einzigen bekannten Förderzahlen stammen aus dem Jahr 1782, es wurden 27.292 Ringel Steinkohle gefördert. Über Tage wurde der Handhaspel am Förderschacht durch ein Tretrad ersetzt. 1783 wurde ein sogenannter gebrochener neuer Förderschacht abgeteuft. Dieser Schacht wurde zunächst 46 Meter seiger und anschließend 28 Meter tonnlägig geteuft. Der Schacht gehörte somit zu den tiefsten Schächten seiner Zeit. Als Fördergefäße wurden spezielle Kastenkübel verwendet, deren Unterwagen auf Holzschienen liefen. Als Antrieb der Schachtförderung wurde ein über Tage aufgestelltes Tretrad verwendet, das von zwei Bergleuten bedient wurde.
Am 2. Juni des Jahres 1784 wurde das Bergwerk durch den Leiter des märkischen Bergreviers, den Freiherrn vom Stein, befahren. Die Zeche Dickebaeckerbank war eines von 63 Bergwerken, welches vom Stein auf seiner achtzehntägigen Reise durch das märkische Bergrevier befuhr. Das Bergwerk war zu diesem Zeitpunkt das tiefste Bergwerk in Bochum. Vom Stein vermerkte in seinem Protokoll den Zustand des Schachtes und dass dieser mit Fahrten ausgestattet werden müsse. Auch gab er Anweisung an den Schichtmeister, diesen Mangel abstellen zu lassen und zusätzlich auch Ruhebühnen nach jeder Fahrte einbauen zu lassen. Ab 1785 ging der Förderschacht in Betrieb, zusätzlich war ein weiterer Schacht vorhanden. Der Förderschacht wurde mit einem Pferdegöpel für die Förderung ausgerüstet. Am 24. Oktober desselben Jahres erfolgte die Vermessung des Dickebaeckerbank-Nebenflözes. Im Jahr 1787 wurde eine gemeinschaftliche Schienenbahn mit einer Länge von 1,6 Kilometern zur Rauendahler Kohlenniederlage gebaut. Die Wagons der Schienenbahn wurden von Pferden gezogen.

### Die letzten Jahre bis zur Stilllegung
Um das Bergwerk weiter auszubauen, wurde in den 1790er Jahren ein weiterer tonnlägiger Förderschacht abgeteuft. Der tonnlägige Pferdegöpelschacht Hahnen ging ab 1795 in Förderung. Der Schacht hatte eine flache Teufe von 20 Lachtern. Um das Jahr 1800 waren die Kohlenvorräte oberhalb der Stollensohle fast verhauen. Ab 1805 erfolgte der Abbau an Schacht Wilhelm. Im Mai 1811 wurde der Abbau über der Stollensohle beendet und das Bergwerk stillgelegt. 1813 erfolgte ein tieferer Aufschluss durch den St. Mathias Erbstollen, die Mehrteufe betrug dabei 9 3/8 Lachter. Im Jahr 1819 erfolgte zusammen mit der Zeche Anna Catharina die Konsolidation zur Zeche Vereinigte Dickebaeckerbank & Anna Catharina. In den Nachkriegsjahren wurde zwischen den Jahren 1947 und 1955 in dem Grubenfeld der Zeche Dickebaeckerbank Nachlesebergbau betrieben.

## Heutiger Zustand
Von der Zeche Dickebaeckerbank ist heute noch das Stollenmundloch erhalten. Es befindet sich im Rauendahl wenige Meter innerhalb des Waldes am Baaker Berg an der Baaker Straße. Das Stollenmundloch wurde neu rekonstruiert. Es ist das Objekt 10 des Wanderweges Baak. Außerdem sind noch mehrere kleine Bergehalden und Pingen am südlichen Hang des Siepens vorhanden.